# Malatya (circonscription électorale)
La circonscription électorale de Malatya correspond à la province du même nom et envoie 6 députés à la Grande assemblée nationale de Turquie.

## Composition
La circonscription de Malatya est divisée en 14 districts (ilçe). Chaque district est composé d'un chef-lieu et de municipalités (communes et villages).

## Résultats électoraux

### Élections législatives de 2018
| Partis                   | Partis                                        | Voix    | %     | Sièges | +/-           | Élus                                                       |
| ------------------------ | --------------------------------------------- | ------- | ----- | ------ | ------------- | ---------------------------------------------------------- |
|                          | Parti de la justice et du développement (AKP) | 265 833 | 53,87 | 4      | 1             | Bülent Tüfenkci, Öznur Çalık, Ahmet Çakır et Hakan Kahtalı |
|                          | Parti républicain du peuple (CHP)             | 82 651  | 16,75 | 1      | en stagnation | Veli Ağbaba                                                |
|                          | Parti d'action nationaliste (MHP)             | 79 588  | 16,13 | 1      | 1             | Mehmet Celal Fendoğlu                                      |
|                          | Parti démocratique des peuples (HDP)          | 34 647  | 7,02  | 0      | en stagnation |                                                            |
|                          | Le Bon Parti (İYİ)                            | 21 056  | 4,27  | 0      | Nv.           |                                                            |
|                          | Parti de la félicité (SP)                     | 7 400   | 1,50  | 0      | en stagnation |                                                            |
|                          | Parti de la cause libre (HÜDA PAR)            | 1 638   | 0,33  | 0      | en stagnation |                                                            |
|                          | Parti patriote (VATAN)                        | 695     | 0,14  | 0      | en stagnation |                                                            |
|                          |                                               |         |       |        |               |                                                            |
| Total                    | Total                                         | 493 508 | 100   | 6      | en stagnation | -                                                          |
| Inscrits / participation | Inscrits / participation                      | 555 931 | 87,63 |        |               |                                                            |

### Élections législatives de 2023
| Partis                   | Partis                                        | Voix    | %     | Sièges | +/-           | Élus                                                                             |
| ------------------------ | --------------------------------------------- | ------- | ----- | ------ | ------------- | -------------------------------------------------------------------------------- |
|                          | Parti de la justice et du développement (AKP) | 198 557 | 45,14 | 4      | en stagnation | Bülent Tüfenkci, İhsan Koca, İnanç Siraç Kara Ölmeztoprak et Abdurrahman Babacan |
|                          | Parti républicain du peuple (CHP)             | 94 921  | 21,58 | 1      | en stagnation | Veli Ağbaba                                                                      |
|                          | Parti d'action nationaliste (MHP)             | 56 762  | 12,90 | 1      | en stagnation | Mehmet Celal Fendoğlu                                                            |
|                          | Nouveau parti de la prospérité (YRP)          | 40 448  | 9,20  | 0      | Nv.           |                                                                                  |
|                          | Le Bon Parti (İYİ)                            | 17 277  | 3,93  | 0      | en stagnation |                                                                                  |
|                          | Parti de la gauche verte (YSP)                | 14 170  | 3,22  | 0      | en stagnation |                                                                                  |
|                          | Parti de la grande unité (BBP)                | 5 858   | 1,33  | 0      | en stagnation |                                                                                  |
|                          | Parti de la victoire (ZP)                     | 4 948   | 1,12  | 0      | Nv.           |                                                                                  |
|                          | Parti de la patrie (M)                        | 2 037   | 0,46  | 0      | Nv.           |                                                                                  |
|                          | Parti de la mère patrie (ANAP)                | 1 132   | 0,26  | 0      | en stagnation |                                                                                  |
|                          | Parti de gauche (SOL)                         | 578     | 0,13  | 0      | en stagnation |                                                                                  |
|                          | Parti des travailleurs de Turquie (TIP)       | 423     | 0,10  | 0      | en stagnation |                                                                                  |
|                          | Parti communiste de Turquie (TKP)             | 381     | 0,09  | 0      | en stagnation |                                                                                  |
|                          | Parti patriote (VATAN)                        | 313     | 0,07  | 0      | en stagnation |                                                                                  |
|                          | Parti de la nation (MP)                       | 259     | 0,06  | 0      | en stagnation |                                                                                  |
|                          | Parti des droits et libertés (HAK)            | 258     | 0,06  | 0      | en stagnation |                                                                                  |
|                          | Parti de libération du peuple (HKP)           | 246     | 0,06  | 0      | en stagnation |                                                                                  |
|                          | Parti de l'union du pouvoir (GBP)             | 190     | 0,04  | 0      | Nv.           |                                                                                  |
|                          | Parti de la route nationale (MYP)             | 139     | 0,03  | 0      | Nv.           |                                                                                  |
|                          | Mouvement communiste (TKH)                    | 132     | 0,03  | 0      | Nv.           |                                                                                  |
|                          | Parti de la justice (AP)                      | 28      | 0,01  | 0      | Nv.           |                                                                                  |
|                          | Parti de la justice et de l'unité (AB)        | 20      | 0,00  | 0      | Nv.           |                                                                                  |
|                          | Parti jeune (GP)                              | 16      | 0,00  | 0      | en stagnation |                                                                                  |
|                          | Parti de l'innovation (YP)                    | 1       | 0,00  | 0      | Nv.           |                                                                                  |
|                          | Indépendants (Ind.)                           | 780     | 0,18  | 0      | en stagnation |                                                                                  |
|                          |                                               |         |       |        |               |                                                                                  |
| Total                    | Total                                         | 439 874 | 100   | 6      | en stagnation | -                                                                                |
| Inscrits / participation | Inscrits / participation                      | 531 448 | 81,70 |        |               |                                                                                  |